# Amanda Wyss

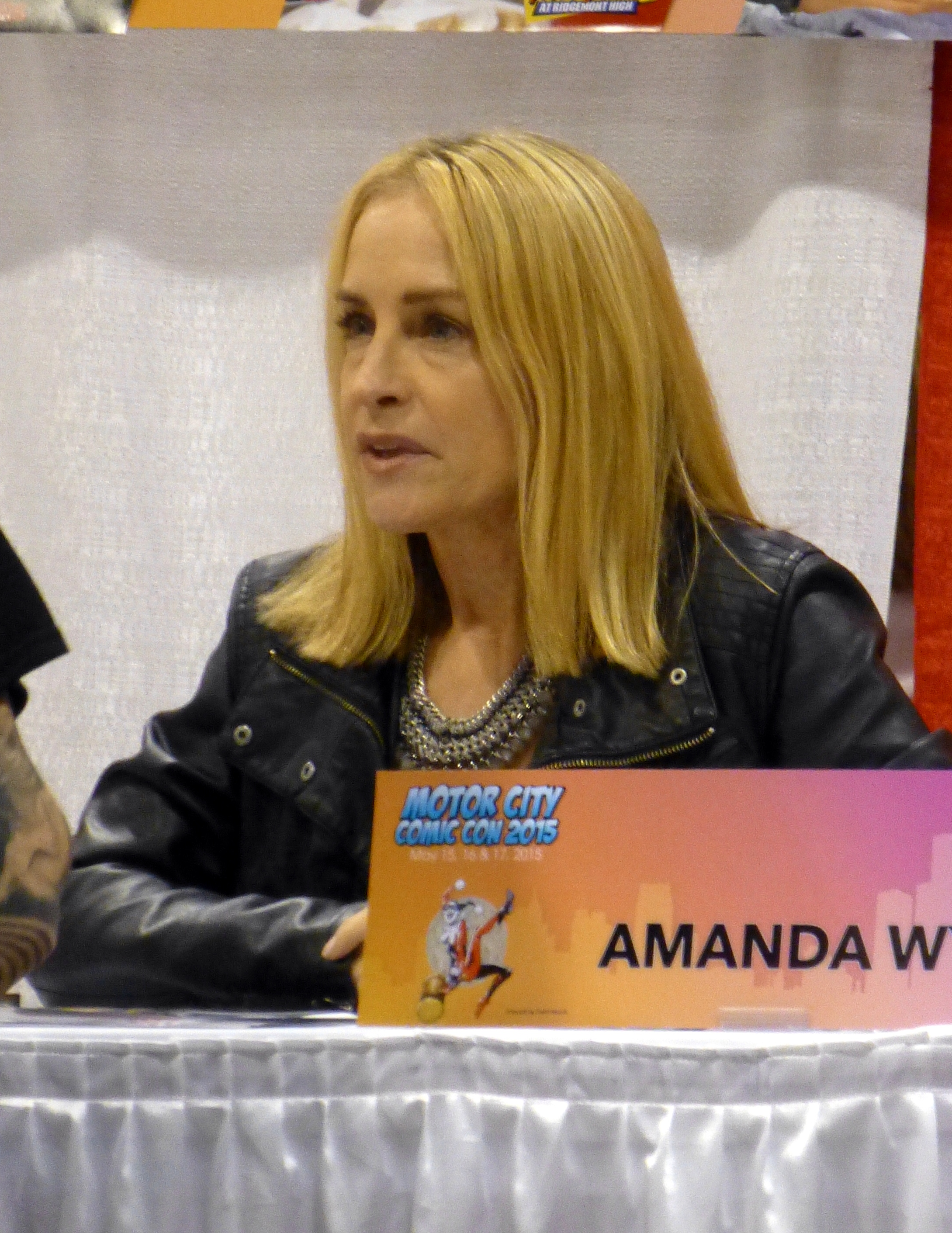
Amanda Wyss, 2015

Amanda Wyss (* 24. November 1960 in Manhattan Beach, Kalifornien) ist eine US-amerikanische Schauspielerin.

## Leben
Wyss begann ihre Karriere Anfang der 1980er Jahre. Ihr Filmdebüt hatte sie 1981 im Fernseh-Horrorfilm Devil's House - Wenn Mauern töten an der Seite von Parker Stevenson und Slim Pickens. Sie war zunächst in Fernsehproduktionen und Serien zu sehen, ehe sie neben Sean Penn, Jennifer Jason Leigh und Judge Reinhold in der Filmkomödie Ich glaub’, ich steh’ im Wald erstmals in einem erfolgreichen Spielfilm mitwirkte. 1984 stellte sie in Nightmare – Mörderische Träume die Rolle der Christina Gray im ersten Film der A Nightmare on Elm Street-Filmserie dar. Weitere Filmrollen hatte sie 1985 in Lanny dreht auf und Silverado sowie 1989 in Zwei Cheyenne auf dem Highway. Ab Anfang der 1990er Jahre nahmen ihre Filmengagements ab und sie war hauptsächlich in Fernsehformaten zu sehen.
Wyss hatte Gastrollen in den 1990er Jahren in einer Reihe von Fernsehserien wie Cheers, Zurück in die Vergangenheit, Mord ist ihr Hobby und Walker, Texas Ranger. Daneben war sie in der wiederkehrenden Rolle der Bridgit Cagney in der Krimiserie Cagney & Lacey zu sehen. In der ersten Staffel von Highlander spielte sie in sieben Folgen die Reporterin Randi McFarland. Ab Mitte der 2000er Jahre wurden ihre Fernsehauftritte seltener, dafür war sie 2009 mit The Graves und 2010 mit Deadly Impact wieder in zwei Spielfilmen zu sehen. Neben einigen Nebenrollen seit 2014 spielte sie die Hauptrolle im 2016 veröffentlichten Horrorfilm The Id.

## Filmografie (Auswahl)

### Film
- 1981: Die Macht der Fünf (Force: Five)
- 1981: Das zweite Opfer (The Other Victim) (Fernsehfilm)
- 1981: Devil's House – Wenn Mauern töten (This House Possessed) (Fernsehfilm)
- 1982: Cass Malloy (Fernsehfilm)
- 1982: Ich glaub’, ich steh’ im Wald (Fast Times at Ridgemont High)
- 1983: The Tom Swift and Linda Craig Mystery Hour (Fernsehfilm)
- 1983: Ein Killer in der Familie (A Killer in the Family) (Fernsehfilm)
- 1983: Lone Star (Fernsehfilm)
- 1984: My Mother's Secret Life (Fernsehfilm)
- 1984: No Earthly Reason (Fernsehfilm)
- 1984: Nightmare – Mörderische Träume (A Nightmare on Elm Street)
- 1985: The Outlaws
- 1985: Lanny dreht auf (Better Off Dead)
- 1985: Silverado
- 1986: Firefighter (Fernsehfilm)
- 1986: Herzklopfen (Something in Common) (Fernsehfilm)
- 1987: Schwur der Rache (Independence) (Fernsehfilm)
- 1988: Flag (Fernsehfilm)
- 1988: Tödliche Lippen (To Die For)
- 1989: Zwei Cheyenne auf dem Highway (Powwow Highway)
- 1989: Mörderische Unschuld (Deadly Innocents)
- 1989: Der Fall Nixon (The Final Days) (Fernsehfilm)
- 1990: Thunder Race (Checkered Flag) (Fernsehfilm)
- 1990: Shakma
- 1991: Son of Darkness: To Die for II
- 1991: Black Magic Woman
- 1992: Rauchende Colts: Faustrecht des Westens (Gunsmoke: To the Last Man) (Fernsehfilm)
- 1994: Desert Steel
- 1995: Digital Man
- 1997: Executive Command – In einsamer Mission (Strategic Command)
- 1997: Tupperware Party (Kurzfilm)
- 1998: Marry Me or Die
- 2000: Bella! Bella! Bella! (Kurzfilm)
- 2004: Fallacy
- 2009: The Graves
- 2010: Deadly Impact
- 2015: The Id
- 2016: Oct 23rd (Kurzfilm)
- 2016: 360 Degrees of Hell (Kurzfilm)
- 2016: Thing in the Dark (Kurzfilm)
- 2017: Stuck in the Mountains
- 2017: The Hatred
- 2017: The Sandman
- 2017: The Capture
- 2017: The Watcher of Park Avenue (Kurzfilm)
- 2017: It Happened Again Last Night (Kurzfilm)
- 2018: Big Legend
- 2018: There's One Inside the House (Kurzfilm)
- 2019: Triggered
- 2019: Getting the Kinks Out
- 2019: Badland
- 2019: Rest Stop (Kurzfilm)
- 2020: The Orchard (Hunter's Moon)
- 2021: The Resonator: Miskatonic U

### Fernsehserien
- 1980: When the Whistle Blows (Folge 1x4)
- 1980: The Righteous Apples
- 1981: Buck Rogers (Buck Rogers in the 25th Century) (Folge 2x6)
- 1981: Junge Schicksale (ABC Afterschool Specials) (Folge 10x1)
- 1981: Jessica Novak (Folge 1x2)
- 1982: Teachers Only (Folge 1x4)
- 1982: Star of the Family (2 Folgen)
- 1983: Der Junge vom anderen Stern (The Powers of Matthew Star) (Folge 1x13)
- 1985: Otherworld (Folge 1x1)
- 1985: Glitter (Folge 1x13)
- 1985–1986: Chefarzt Dr. Westphall (St. Elsewhere) (3 Folgen)
- 1985–1986: Cheers (2 Folgen)
- 1986–1987: Cagney & Lacey (3 Folgen)
- 1987: The New Adventures of Beans Baxter (Folge 1x6)
- 1987: Ein Vater zuviel (My Two Dads) (Folge 1x5)
- 1991: Zurück in die Vergangenheit (Quantum Leap) (Folge 4x1)
- 1992: The Boys of Twilight (2 Folgen)
- 1992–1993: Highlander (Highlander: The Series) (7 Folgen)
- 1994: Palm Beach-Duo (Silk Stalkings) (Folge 3x18)
- 1995: University Hospital (Folge 1x1)
- 1995: Mord ist ihr Hobby (Murder, She Wrote) (Folge 11x20)
- 1995: Walker, Texas Ranger (Folge 4x2)
- 1995: Der Marshal (The Marshal) (Folge 2x5)
- 1996: New York Cops – NYPD Blue (NYPD Blue) (Folge 3x9)
- 1996: High Incident – Die Cops von El Camino (High Incident) (Folge 1x2)
- 1998: Emergency Room – Die Notaufnahme (ER) (Folge 4x21)
- 1998–2002: JAG – Im Auftrag der Ehre (JAG) (2 Folgen)
- 1999: Charmed – Zauberhafte Hexen (Charmed) (Folge 2x1)
- 1999: Profiler (Folge 4x5)
- 2000: Alabama Dreams (Any Day Now) (Folge 3x10)
- 2001: Diagnose: Mord (Diagnosis: Murder) (Folge 8x15)
- 2001: The Agency – Im Fadenkreuz der C.I.A. (The Agency) (Folge 1x2)
- 2001–2011: CSI: Vegas (CSI: Crime Scene Investigation) (4 Folgen)
- 2002: Für alle Fälle Amy (Judging Amy) (Folge 3x24)
- 2002: Die Drew Carey Show (The Drew Carey Show) (Folge 8x1)
- 2003: Lady Cops – Knallhart weiblich (The Division) (Folge 3x3)
- 2004: Cold Case – Kein Opfer ist je vergessen (Cold Case) (Folge 1x15)
- 2006: Dexter (Folge 1x3)
- 2014: Major Crimes (Folge 3x6)
- 2014: The Division (Folge 1x4)
- 2014: Mac and Abby
- 2016: Murder in the First (3 Folgen)
- 2019: All Rise – Die Richterin (All Rise) (Folge 1x6)
- 2020: High School Crimes & Misdemeanors
- 2024: Iron Nest of the Moon (Folge 1x5)
- 2022: The Rookie  (Folge 4x17)